# Barbara Matera
Barbara Matera (Lucera, 9 dicembre 1981) è una politica, annunciatrice televisiva e attrice italiana.
Dal 2009 al 2019 è stata europarlamentare per Il Popolo della Libertà e Forza Italia.

## Biografia
Dopo le scuole superiori a Lucera, Barbara Matera si è trasferita a Roma, dove ha conseguito la laurea breve  triennale in Scienze dell'Educazione e della Formazione presso l'Università "La Sapienza" con argomento di tesi: "La riforma della scuola media in Italia".

### Carriera nello spettacolo
È stata pre-finalista al concorso regionale di Miss Italia 2000, svoltosi in Puglia.
I suoi esordi televisivi sono stati: la partecipazione alla trasmissione della Gialappa's Band Mai dire Domenica come "letteronza" (in onda su Italia1), e in Chiambretti c'è (in onda su Rai 2) come valletta.
Dal 21 settembre 2003 al 2007 è annunciatrice per Rai 1. In questo periodo ha partecipato a vari programmi televisivi della prima rete RAI come showgirl, tra cui la prima edizione del talent show Notti sul ghiaccio nel 2006, in coppia con il ballerino professionista Federico Uslenghi (questo tandem ottenne un discreto successo perché si classificò al settimo posto su 12 concorrenti).
Nel 2003 partecipa al film Ma che colpa abbiamo noi con Carlo Verdone. Nel 2007 appare su Raiuno nella miniserie TV La terza verità, per la regia di Stefano Reali, nel ruolo di una giornalista umbra. Nello stesso anno interpreta Francesca Rossini nella settima stagione della serie televisiva Carabinieri, in onda su Canale 5, ed è protagonista di una puntata della serie di Raiuno Don Matteo 6, nel ruolo di Laura.
Nel 2009 è tra gli interpreti del film TV di Canale 5, Due mamme di troppo, regia di Antonello Grimaldi.
Sempre nel 2009 interpreta una piccola parte nella miniserie TV Enrico Mattei - L'uomo che guardava al futuro, dalla quale viene però poi tagliata prima della messa in onda, in seguito alla sua candidatura alle elezioni.

### Carriera politica

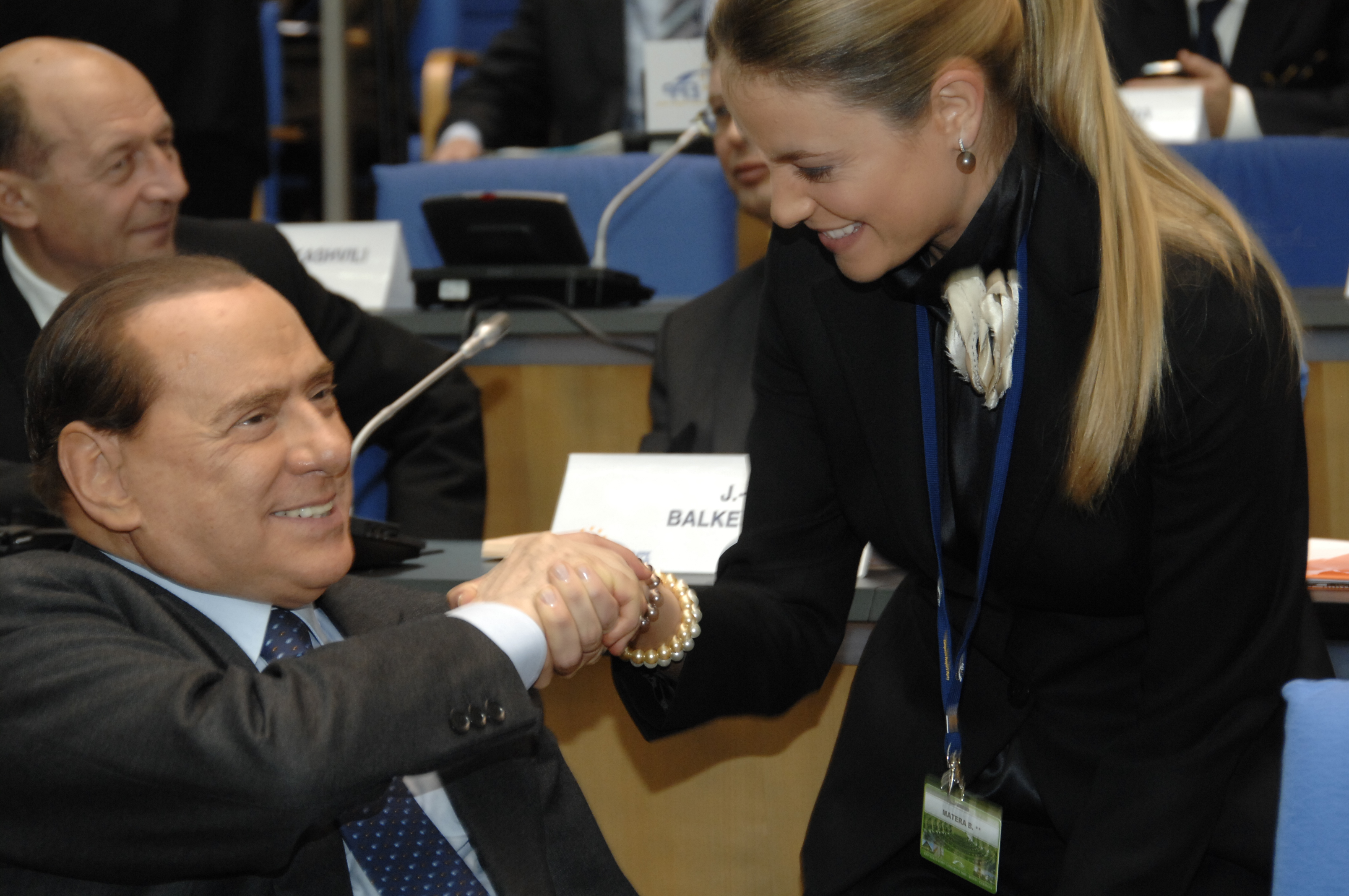
Barbara Matera mentre stringe la mano a Silvio Berlusconi

Dal 2001 è militante in Forza Italia. Ha partecipato come volontaria insieme ai giovani di Forza Italia alle diverse campagne elettorali dal 2001 ad oggi, prendendo parte a diverse manifestazioni.
Nel 2008 Barbara Matera afferma di avere ricevuto l'offerta per la candidatura alla Camera dei deputati, e di averla rifiutata.
Nel 2009 viene candidata al Parlamento europeo, per le elezioni europee del 2009, nelle liste del Popolo della libertà.
Presentando la sua candidatura, Berlusconi commenta:
La sua candidatura alle elezioni europee, presentata assieme a quelle di Camilla Ferranti ed Eleonora Gaggioli (attrici televisive), ha suscitato la forte reazione negativa della fondazione FareFuturo, sul cui magazine Sofia Ventura ha parlato di: "una pratica di cooptazione di giovani signore con un background che difficilmente può giustificare la loro presenza in un'assemblea elettiva come la Camera dei deputati o anche in ruoli di maggiore responsabilità".
Nella Circoscrizione Italia meridionale (che comprende i collegi di Abruzzo, Molise, Campania, Puglia, Basilicata e Calabria), in cui è stata eletta, Barbara Matera ha raccolto 130 490 preferenze, seconda solo a Silvio Berlusconi.
Ha ricoperto i seguenti incarichi presso il Parlamento europeo: Vicepresidente Commissione per i diritti della donna e l'uguaglianza di genere, Membro Commissione per i bilanci, Delegazione alla commissione parlamentare mista UE-Turchia, Membro sostituto Commissione per lo sviluppo regionale, Delegazione per le relazioni con il Parlamento panafricano.
Il 16 novembre 2013, con la sospensione delle attività del PdL, aderisce a Forza Italia. Nel maggio 2014 è ricandidata alle elezioni europee nella lista di Forza Italia nella Circoscrizione Italia meridionale, risultando eletta avendo ottenuto 70.142 preferenze e risultando quarta nella Circoscrizione Sud per FI.
Si ricandida per un terzo mandato alle elezioni europee del 2019 per Forza Italia sempre al Sud. Con 35.928 preferenze si piazza in quinta posizione non risultando rieletta.
Si candida poi in extremis alle elezioni regionali in Puglia del 2020 nella Provincia di Foggia, sempre in FI, e a sostegno dell’ex collega europarlamentare Raffaele Fitto  ma con soli 919 voti arriva quarta non risultando eletta.
Dopo aver lasciato Forza Italia aderisce a Coraggio Italia, il nuovo partito fondato dal Sindaco di Venezia Luigi Brugnaro e dal presidente della Liguria e suo ex collega a Bruxelles Giovanni Toti, e il 18 novembre 2021 viene designata portavoce del coordinamento del partito in Puglia.

## Filmografia
- Ma che colpa abbiamo noi, regia di Carlo Verdone (2003)
- La terza verità, regia di Stefano Reali – miniserie TV (2007)
- Piloti - serie TV, episodio "La Prof di Tommaso" (2007)
- Carabinieri – serie TV, 28 episodi (2008)
- Don Matteo – serie TV, episodio 6x21 (2008)
- Due mamme di troppo, regia di Antonello Grimaldi – film TV (2009)

## Programmi TV
- Chiambretti c'è (2001-2002) - Di Gianni Boncompagni - Con Piero Chiambretti - Rai 2 - Ruolo: Letterata
- Check-up (2002) - Con Livia Azzariti
- Notti mondiali (2002) - Con Gian Piero Galeazzi, Marco Mazzocchi e Luisa Corna
- Mai dire domenica (2002-2003) - Con la Gialappa's Band - Italia 1
- Mai dire Grande Fratello (2002-2003) - Con la Gialappa's Band - Italia 1
- Calcio d'Autore con Giovanni Lacagnina e Giorgio Tosatti  - Stream Calcio
- Fornelli d'Italia (2003) - Con Davide Mengacci - Rete 4
- Annunciatrice televisiva di Rai 1 - Dal 21 settembre 2003 a metà settembre del 2007
- Rai Futura - Conduttrice
- Premio Italiani nel Mondo (2005) - Con Eleonora Daniele e Paola Saluzzi
- Mare Latino 2005 - Con Franco Di Mare
- Telethon - Inviata speciale insieme a Franco Di Mare per il Giro d'Italia in Tandem
- Notti sul ghiaccio (2006) - Reality show - Con Milly Carlucci - Concorrente
- Galà di Miss Italia - Con Carlo Conti
- Ratataplan - Rai Uno
- Volami nel cuore - Con Pupo - Rai Uno